# Filippo Marchetti

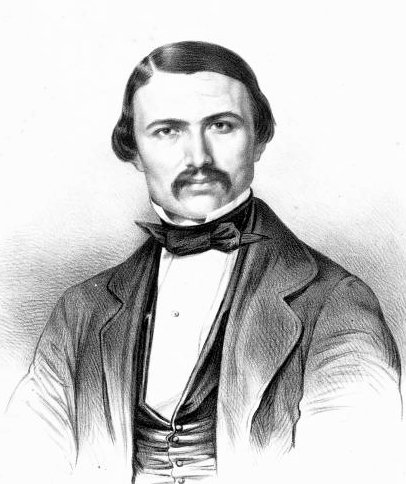
Filippo Marchetti

Filippo Marchetti (nacido el 26 de febrero de 1831 en Bolognola en la provincia de Macerata y muerto el 18 de enero de 1902 en Roma) fue un compositor de ópera italiano.

## Biografía
Eclipsado por el genio de Verdi, como tantos otros compositores de la época, Marchetti conoció su mayor éxito con Ruy Blas (1869), ópera basada en el drama homónimo de Victor Hugo. Sus últimas obras tuvieron una existencia poco brillante.
Marchetti fue profesor de canto en Roma y presidente de la Academia Nacional de Santa Cecilia.

## Óperas
- Gentile da Varano (febrero de 1856, Turín)
- La demente (27 de noviembre de 1856, Turín)
- Il paria (1859)
- Romeo e Giulietta (25 de octubre de 1865, Trieste; revisada en 1872 y 1876)
- Ruy Blas (3 de abril de 1869, Milán)
- Gustavo Wasa (7 de febrero de 1875, Milán)
- Don Giovanni d'Austria (11 de marzo de 1880, Turín)

- Datos: Q509525
- Multimedia: Filippo Marchetti / Q509525